# جوناثان بيلشر
جوناثان بيلشر (بالإنجليزية: Jonathan Belcher)‏ هو قاضي أمريكي، ولد في 23 يوليو 1710 في بوسطن في الولايات المتحدة، وتوفي في 30 مارس 1776 في هاليفاكس في كندا.